# Норов, Владимир Имамович
Влади́мир Има́мович Но́ров (узб. Vladimir Imamovich Norov; род. 31 августа 1955, Бухара, УзССР, СССР) — узбекский государственный деятель, дипломат, юрист. Директор Международного института Центральной Азии с 30 декабря 2022 года по 21 июня 2023 года. Дважды возглавлял МИД Узбекистана: с 27 апреля по 30 декабря 2022 года, а также с 12 июля 2006 года по 28 декабря 2010 года. С 1 января 2019 года по 31 декабря 2021 года занимал должность Генерального секретаря Шанхайской организации сотрудничества. С 5 мая 2017 года по 31 декабря 2018 года был директором Института стратегических и межрегиональных исследований при Президенте Республики Узбекистан, оставаясь Первым заместителем секретаря Совета безопасности при Президенте Республики Узбекистан. В период с 1996 по 1998 год осуществлял функции Государственного советника Президента Республики Узбекистан по межгосударственным отношениям и внешнеэкономическим связям.

## Образование
Образование высшее. В 1976 году окончил математический факультет Бухарского педагогического института.
В 1985 году окончил Академию МВД СССР.
В 1990 году окончил адъюнктуру Академии МВД СССР. Имеет степень кандидата юридических наук. Защитил диссертацию на тему «Правовые и организационные основы взаимодействия участковых инспекторов с трудовыми коллективами, общественными формированиями и населением в охране правопорядка: по материалам Узбекской ССР» (1990). Кандидат юридических наук.
В 2021 году почётный профессор китайского института Тайхе.
В 2021 году почётный доктор Академии государственного управления при Президенте Республики Таджикистан.
Имеет дипломатический ранг Чрезвычайного и полномочного посла (1998).

## Карьера
После окончания института, в 1976—1977 годах Норов проходил срочную военную службу в рядах Советской армии. Вернувшись со службы, он начал работать в органах милиции Бухарской области:
- В 1978—1982 годах - инспектор уголовного розыска УВД Бухарского облисполкома;
- В 1982—1983 годах - начальник отделения уголовного розыска ОВД г. Бухары по району «Текстильщики»;
- В 1985—1988 годах - заместитель начальника инспекторского управления (УСБ — управление собственной безопасности) УВД Бухарской области;
- В 1988—1990 годах - начальник управления уголовного розыска УВД Бухарской области;
- В 1990—1992 годах — первый заместитель начальника УВД Бухарской области по оперативному реагированию — начальник управления уголовного розыска.

В 1992 году был приглашён в Аппарат Президента Республики Узбекистан в качестве консультанта по административно-правовым вопросам. В 1995 году перешёл на работу в МИД Узбекистана, работал заместителем министра и первым заместителем министра.
В 1996—1998 годах занимал должность государственного советника Ислама Каримова по вопросам межгосударственных отношений и внешнеэкономических связей.
Работа дипломата
Будучи послом, Владимир Норов представлял Узбекистан в следующих странах и международных организациях:
- 1998—2003 — Федеративная Республика Германия;
- 2002—2003 — Швейцарская конфедерация и Республика Польша (с резиденцией в Берлине);
- 2004—2006 — Королевство Бельгия;
- 2005—2006 — Европейский Союз и НАТО (по совместительству);
- 2014—2017 — страны Бенилюкса.

### Возвращение в МИД
В этом промежутке Норов был первым заместителем министра иностранных дел (1995—1996, 2003—2005, 2010—2013, 2022) и главой внешнеполитического ведомства (2006—2010, 2022).
В эпоху Мирзиёева
С мая 2017 по 31 декабря 2018 года — Директор Института стратегических и межрегиональных исследований (ИСМИ) при Президенте Республики Узбекистан — одновременно являлся первым заместителем секретаря Совета безопасности при президенте Узбекистана.
10 июня 2018 года кандидатура Владимира Норова была рассмотрена и утверждена Советом глав государств-членов ШОС в ходе саммита, проходившего в г. Циндао (КНР). С 1 января 2019 по 31 декабря 2021 года занимал должность Генерального секретаря организации.
С 31 декабря 2021 по 27 апреля 2022 года заместитель министра иностранных дел Узбекистана, первый заместитель министра иностранных дел Узбекистана. С 27 апреля по 9 сентября 2022 года и.о. Министра иностранных дел Республики Узбекистан. 9 сентября 2022 года Законодательная палата Олий Мажлиса утвердила кандидатуру Владимира Норова на должность Министр иностранных дел Республики Узбекистан. С 9 сентября по 30 декабря 2022 года глава МИД Узбекистана.
В соответствии с указом Президента Республики Узбекистан Шавката Мирзиёева 30 декабря 2022 года в связи с переходом на другую работу освобождён от должности Министра иностранных дел Республики Узбекистан.
Распоряжением Президента Республики Узбекистан Шавката Мирзиёева с 30 декабря 2022 года по 21 июня 2023 года — Директор Международного института Центральной Азии (МИЦА).
21 июня 2023 года объявил о своём решении уйти в отставку после 45 лет работы в государственных органах, государственных учреждениях и дипломатических представительствах.

## Личная жизнь
Владеет английским, немецким и русским языками.
Женат, имеет троих детей.

## Награды
- Орден «Трудовая слава» (26 августа 2003) — за многолетний самоотверженный труд по развитию на основе международных стандартов промышленности, сельского и водного хозяйства, строительства, транспорта, связи и сферы услуг республики, внедрению в производство достижений науки, техники и новых технологий, повышению благосостояния народа, укреплению мира и стабильности[5].
- Орден «Галкыныш» (26 августа 2022, Туркменистан) — за большие заслуги в развитии экономического, научно-технического и культурного сотрудничества между Туркменистаном и Республикой Узбекистан, учитывая многолетний большой личный вклад в укрепление между двумя странами отношений дружбы, братства и добрососедства, расширение взаимовыгодного сотрудничества[6].
- Нагрудный знак МИД России «За вклад в международное сотрудничество» (2022, Министерство иностранных дел Российской Федерации)[7].
- Юбилейная медаль «20 лет Шанхайской организации сотрудничества» (26 мая 2022) — за вклад в становление и развитие ШОС.
- Нагрудный знак «Конституция Узбекистана 30 лет» (8 декабря 2022) — за достойный вклад в укрепление независимости страны, повышение её экономического, политического, социального, научного, духовного потенциала, оборонной мощи.